# Northrop Frye

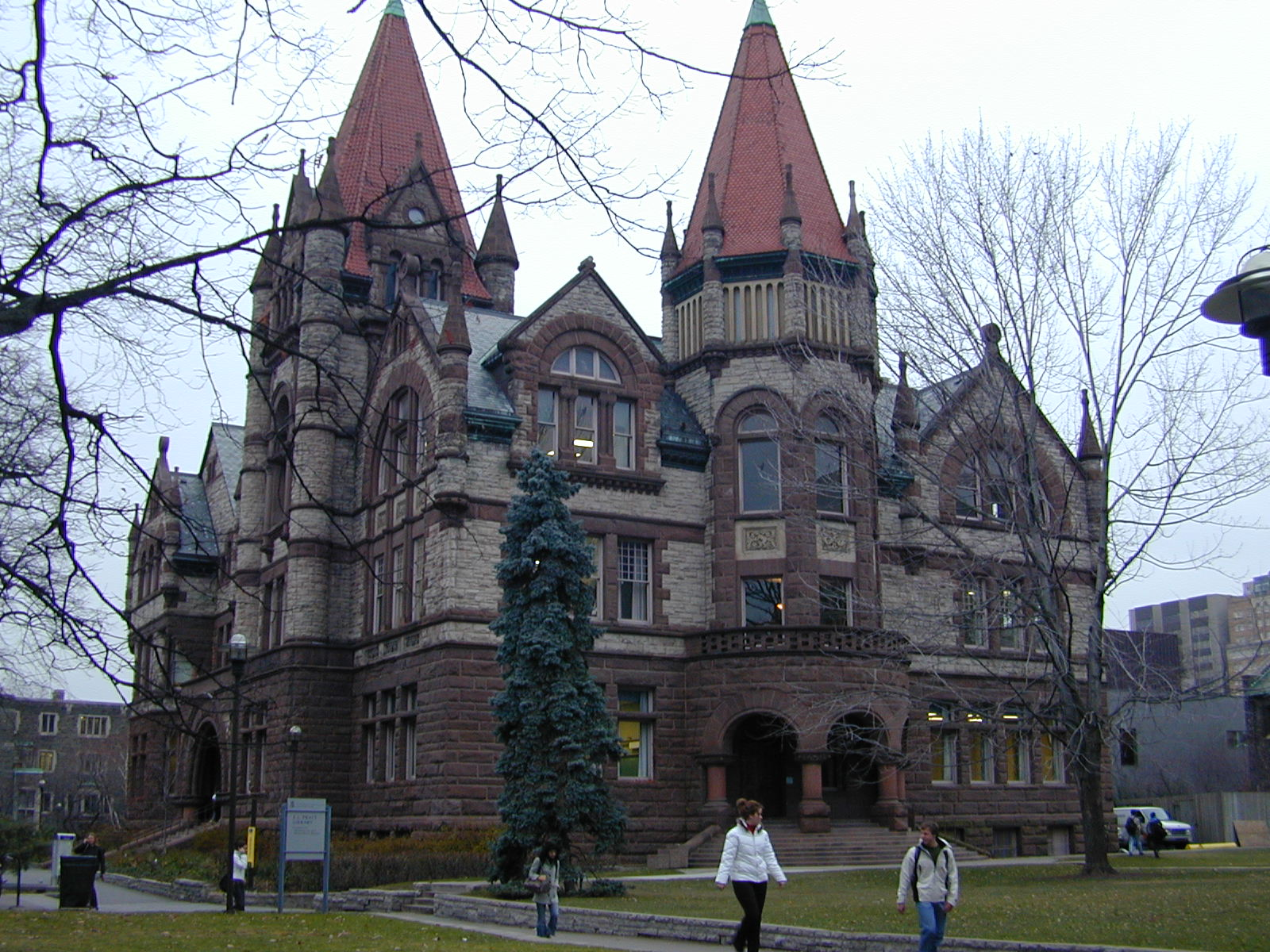
Northrop Frye Hall auf dem Gelände der Victoria Universität

Northrop Frye, CC (Herbert Northrop Frye; * 14. Juli 1912 in Sherbrooke, Québec; † 23. Januar 1991 in Toronto) war ein kanadischer Literaturkritiker.
Frye wuchs in Moncton (Neubraunschweig) auf. Er studierte Theologie an der Victoria University, einem Teil der University of Toronto, und wurde zum Priester der United Church of Canada geweiht. Nach der Priesterweihe studierte er einige Zeit in Oxford, um dann für seine gesamte restliche Berufskarriere an die Victoria University zurückzukehren.
Erste internationale Anerkennung erlangte er bereits als Student mit seiner Analyse der Dichtung von William Blake, die bis dahin als wahnhaft, weitschweifig und unverständlich galt. Frye zeigte, dass ihr ein systematisches System von Metaphern aus der Bibel und Paradise Lost zugrunde lag. Diese Analyse wurde 1947 unter dem Titel Fearful Symmetry veröffentlicht.
Zehn Jahre später erweiterte er diesen Ansatz in Anatomy of Criticism. Er argumentierte, dass bestimmte Archetypen und Symbole in der gesamten Literatur verwendet würden. In The Great Code zeigte er auf, dass Bilder und Szenen aus der Bibel die gesamte westliche Literatur durchziehen.
Zu seinen wichtigsten Werken gehören die Bush Garden Essays (1967) über die kanadische Literatur. Er prägte Themen wie die „Garrison Mentality“, die die kanadische Literatur auszeichnen. Margaret Atwood hat diesen thematischen Ansatz für ihr Buch „Survival. Essai sur la littérature canadienne“  (1970) aufgegriffen.
Frye erhielt viele Ehrungen. 1969 wurde er in die American Academy of Arts and Sciences, 1975 in die British Academy, 1976 in die American Philosophical Society und 1981 als Ehrenmitglied in die American Academy of Arts and Letters gewählt. Im Jahr 2000 wurde eine Briefmarke mit seinem Bild herausgegeben. Die kanadische Regierung, vertreten durch den für das Historic Sites and Monuments Board of Canada zuständigen Minister, ehrte Frye am 27. Februar 2018 für sein Wirken und erklärte ihn zu einer „Person von nationaler historischer Bedeutung“.

## Veröffentlichungen
- Anatomy of Criticism. 1957
  - Analyse der Literaturkritik. Über. von Edgar Lohner. Kohlhammer, Stuttgart 1964
- A Natural Perspective. 1965
- Fables of identity : Studies in poetic mythology, A Harvest/HBJ Book, San Diego u. a. 1956
  - Shakespeares Vollendung. Eine Einführung in die Welt seiner Komödien. Nymphenburger Verlagshandlung, München 1966
- The Great Code. 1982
  - Der grosse Code. Die Bibel und Literatur. Mueller-Speiser, Anif 2007, ISBN 3-902537-05-1